# 锁江楼塔
29°44′20.8″N 116°00′06.1″E / 29.739111°N 116.001694°E
锁江楼塔位于中华人民共和国江西省九江市浔阳区长江南岸的滨江路锁江楼旁，于1987年被列为江西省文物保护单位，1992年被列为九江市爱国主义教育基地。
锁江楼塔因位于长江南岸的回龙矶上，又称回龙塔。塔与锁江楼均始建于明万历十四年（1586年），万历三十二年（1604年）竣工，历时十八年。建塔的目的一为“锁江”，使九江免遭洪水之患；二为增本府文运，作文峰塔之用；三为镇火，因九江南对庐山双剑峰，南为离，离为火，在城北建塔以制之。
原锁江楼高三层，楼旁有铁牛四只。万历三十六年六月十七日（1608年），九江地震，锁江楼及两只铁牛坠入江中，幸而塔完好无损。锁江楼于清乾隆十三年（1748年）重建，咸丰三年（1853年）又被毁于太平军攻九江之役。1938年6月日军攻占九江时，锁江楼塔中弹数处，塔身向东北倾斜。1986年、1998年两次对塔进行大修。2004年在原址重建锁江楼。
塔高25.26米，砖石结构，七级六面，为楼阁式塔，塔刹为生铁铸就。